# مجاز الكنيسة

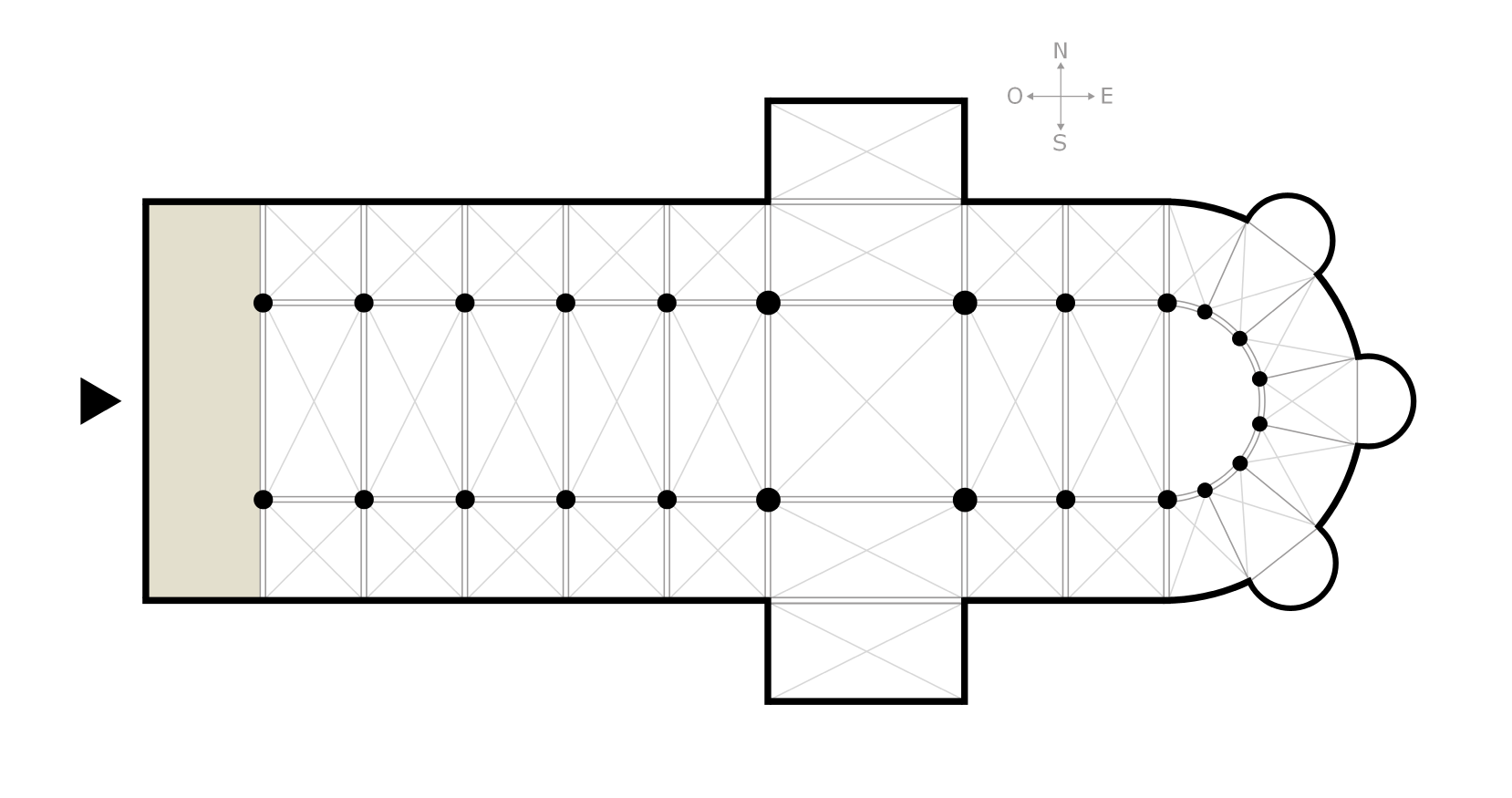
تصميم كاتدرائية غربية حيث المجاز ملون في أقصى الغرب الليتورجي.

مجاز الكنيسة أو النارتكس (بالاتينية: Narthex) هو عنصر معماري نموذجي في عمارة وفن مسيحي مبكر والبيزنطية يكون في الكنائس والبازيليكات، وهو يتكون من منطقة المدخل أو اللوبي ‏ ويقع في الطرف الغربي من الصحن مقابل مذبح الكنيسة الرئيسي. تقليديًا، كان المجاز جزءًا من مبنى الكنيسة، لكنه لم يكن جزءًا من الكنيسة نفسها.